# Ibrahim Diaky
Ibrahim Amuah Diaky (Abiyán, Lagunes, Costa de Marfil; 24 de mayo de 1982) es un exfutbolista emiratí. Jugaba de centrocampista. Nació en Costa de Marfil y consiguió la ciudadanía de los EAU en 2006. Ha representado internacionalmente a la selección de Costa de Marfil en una ocasión.

## Clubes
| Club                        | País                   | Año       |
| --------------------------- | ---------------------- | --------- |
| ASEC Mimosas                | Costa de Marfil        | 1999-2001 |
| Espérance Sportive de Tunis | Túnez                  | 2002-2005 |
| Al-Jazira                   | Emiratos Árabes Unidos | 2005-2013 |
| Al Ain (cesión)             | Emiratos Árabes Unidos | 2006      |
| Al Ain                      | Emiratos Árabes Unidos | 2013-2019 |

## Palmarés

### Títulos nacionales
| Título                                    | Club      | País                   | Año      |
| ----------------------------------------- | --------- | ---------------------- | -------- |
| Liga Árabe del Golfo                      | Al Ain    | Emiratos Árabes Unidos | 2017 -18 |
| Liga Árabe del Golfo                      | Al Ain    | Emiratos Árabes Unidos | 2014-15  |
| Liga Árabe del Golfo                      | Al-Jazira | Emiratos Árabes Unidos | 2010-11  |
| Supercopa de los Emiratos Árabes Unidos   | Al Ain    | Emiratos Árabes Unidos | 2015-16  |
| Copa Presidente de Emiratos Árabes Unidos | Al Ain    | Emiratos Árabes Unidos | 2017-18  |
| Copa Presidente de Emiratos Árabes Unidos | Al Ain    | Emiratos Árabes Unidos | 2013-14  |
| Copa Presidente de Emiratos Árabes Unidos | Al-Jazira | Emiratos Árabes Unidos | 2011-12  |